# 이준원 (1965년)
이준원(李畯遠, 1965년 3월 2일 ~ )은 대한민국의 민선 4·5기 제11·12대 공주시장이다.

## 학력
- 유구초등학교 졸업
- 유구중학교 졸업
- 1983년 공주사범대학 부속고등학교 졸업
- 1987년 고려대학교 행정학 학사
- 1989년 서울대학교 행정대학원 행정학 석사
- 2006년 서울대학교 행정대학원 행정학 박사

## 역대 선거 결과
|  | 18.97% |

|  | 47.41% |

|  | 38.46% |

| 전임 오영희 | 제11·12대 충청남도 공주시장(민선) 2006년 7월 1일 ~ 2014년 6월 30일 | 후임 오시덕 |